# William Muldoon

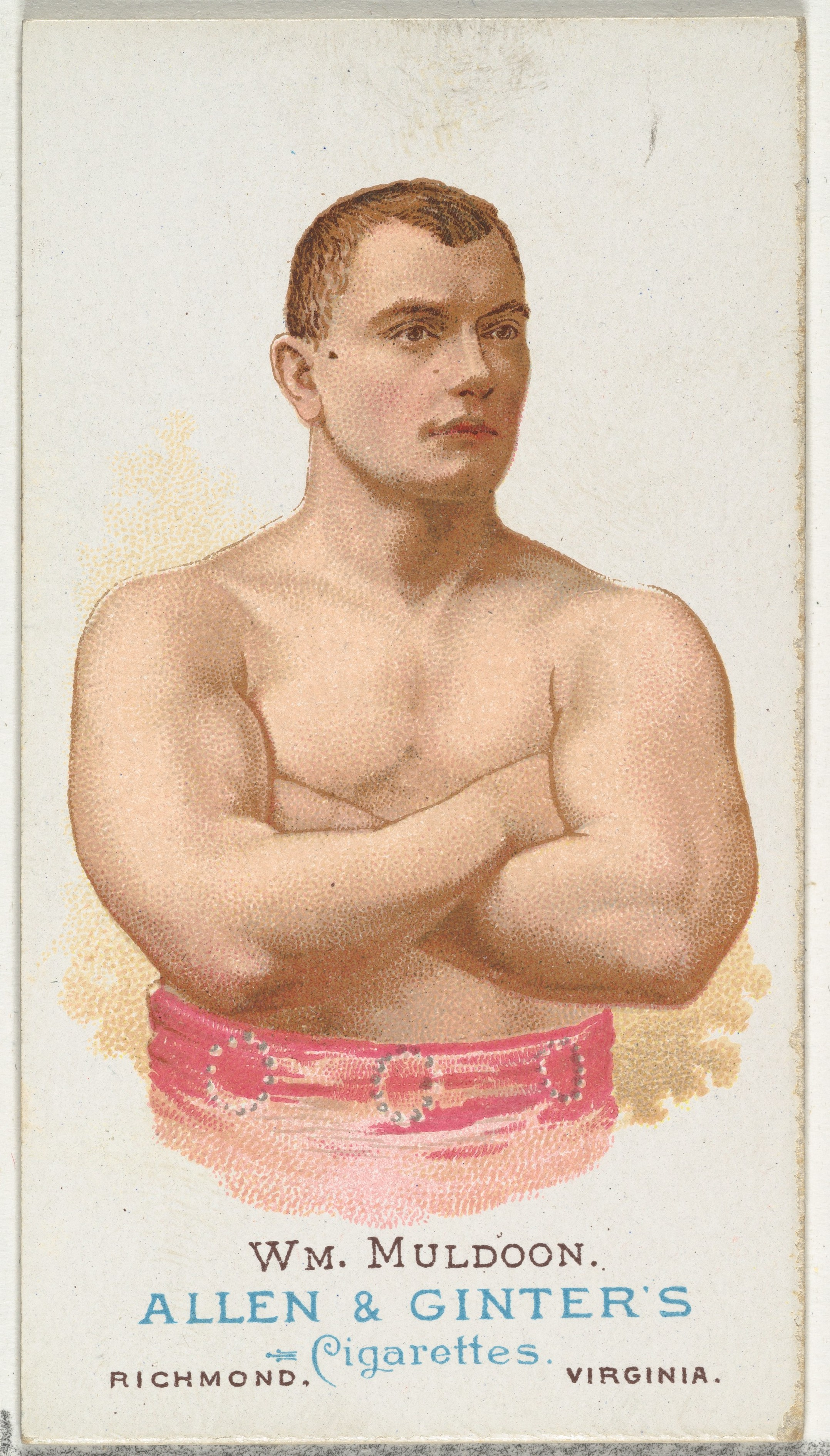
William Muldoon na karcie kolekcjonerskiej od Allen & Ginter z 1887

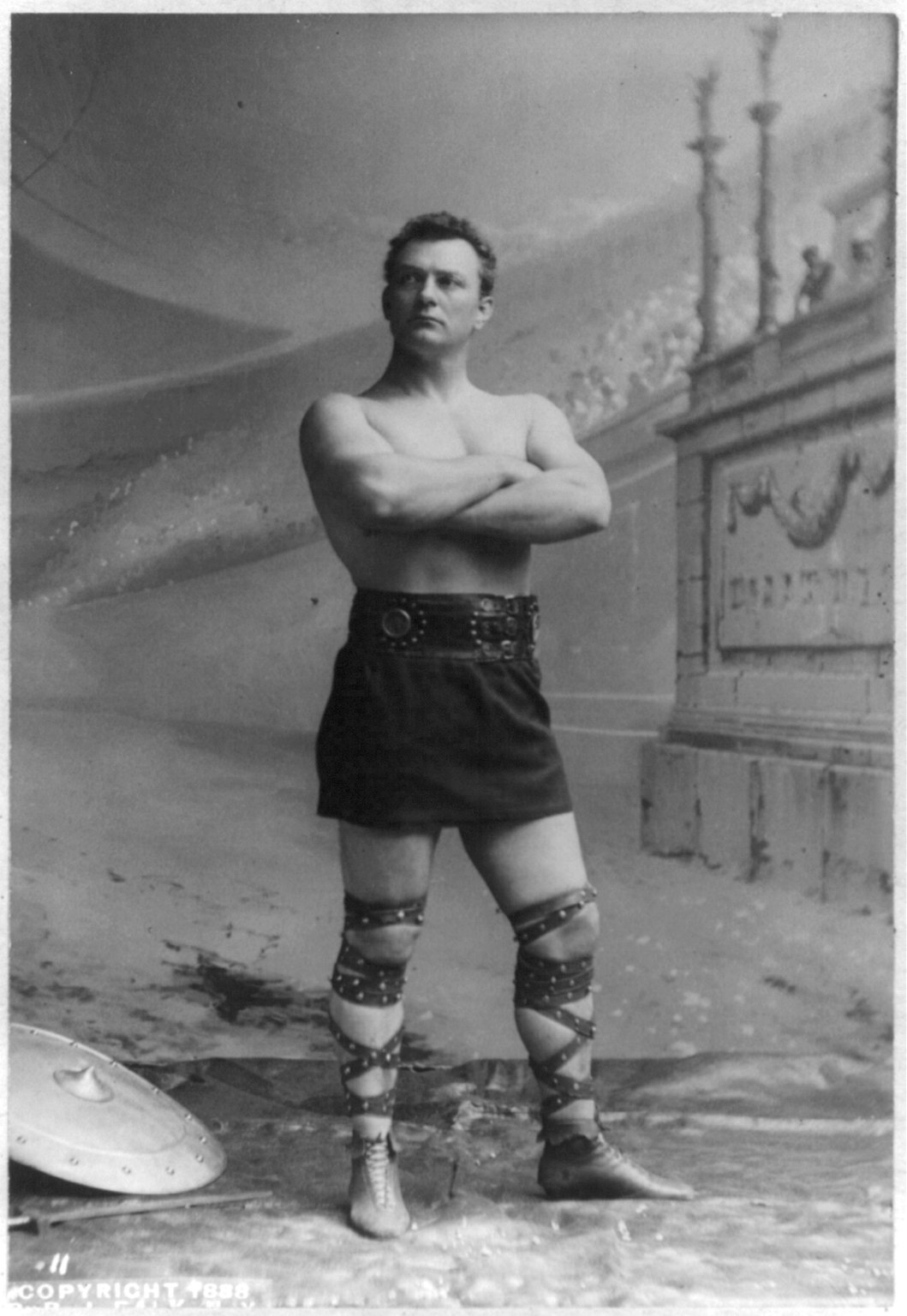
William Muldoon w stroju gladiatora w 1888

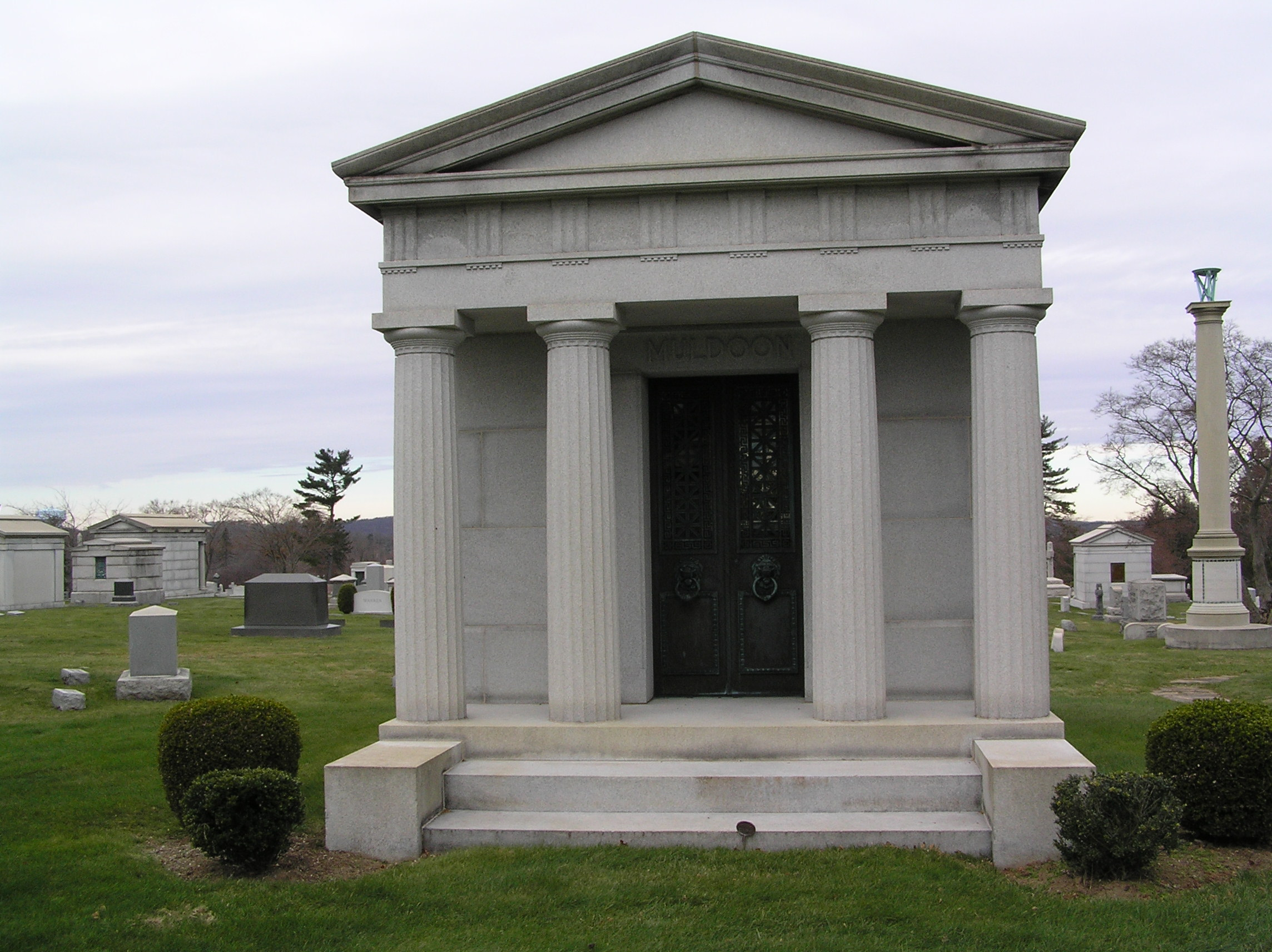
Mauzoleum Williama Muldoona na cmentarzu Kensico Cemetery

William Muldoon (ur. 25 maja 1852 w Caneadea, zm. 3 czerwca 1933 w Purchase) – amerykański wrestler i zapaśnik irlandzkiego pochodzenia, promotor sportowy, trener zapaśników i bokserów, kulturysta, aktor teatralny, wojskowy, policjant, pierwszy przewodniczący New York State Athletic Commission i wynalazca piłki lekarskiej.
Jest nazywany ojcem amerykańskiego wrestlingu. W 1880 zdobył uznanie jako mistrz świata w zapasach klasycznych i do końca swojej kariery nie stracił tego tytułu. Dzięki doświadczeniom zdobytym jako aktor teatralny, jako jeden z pierwszych promotorów wprowadził do wrestlingu elementy spektaklu. Często występował w stroju gladiatora. Zasłynął również jako trener boksera Johna L. Sullivana i założyciel ośrodka zdrowia The Olympia, w którym trenował wiele osób znanych ze świata mediów.

## Życiorys

### Młodość
Urodził się 25 maja 1852 w Caneadea w stanie Nowy Jork. Jego rodzice byli imigrantami z Irlandii. Jego ojciec był rolnikiem. W młodości zyskał lokalny rozgłos dzięki swoim osiągnięciom w caber toss, trójboju siłowym, sprincie i amatorskich zapasach.

### Służba wojskowa i policyjna
W kwietniu 1864, w wieku 12 lat, Muldoon dołączył do 6. pułku kawalerii i służył w czasie wojny secesyjnej jako dobosz. Uczestniczył między innymi w bitwie pod Opequon. Zgodnie z jego relacjami, miał też wielokrotnie brać w wojsku udział w spontanicznych zapasach i mieć pseudonim Pułkownik, ze względu na swoją pewność siebie. Po wojnie secesyjnej uczestniczył w wojnach z Indianami, a następnie wyjechał do Francji, aby zgłosić się na ochotnika w wojnie francusko-pruskiej, która trwała od 1870 do 1871. Tam poznał dziennikarza Jamesa Gordona Bennetta Jr., który miał mu zasugerować, że Muldoon byłby najlepszym zapaśnikiem na świecie, gdyby poświęcił się tej dyscyplinie sportowej.
Po powrocie do Nowego Jorku senator John Morrissey nominował go do Nowojorskiego Departamentu Policji. Służba Muldoona trwała od 1876 do 1882. Pod koniec służby był detektywem.
W 1915 ufundował pomnik wojny secesyjnej w Belfast w stanie Nowy Jork, na którym umieszczone zostały imiona lokalnych weteranów, w tym starszego brata Williama Muldoona, Johna.

### Kariera sportowa
Był kulturystą. Jest nazywany ojcem amerykańskiego wrestlingu. Karierę wrestlerską rozpoczął w 1876. W lutym 1877 pokonał Andre Christola w walce o Krajowe Mistrzostwo w zapasach klasycznych. W 1880 zdobył uznanie jako mistrz świata w zapasach klasycznych, pokonując roszczącego pretensje do tego tytułu Thiebauda Bauera. Jego reputacja sprawiła, że otrzymywał wyzwania z całego świata. Pojedynkowali się z nim między innymi Edwin Bibby, Tom Cannon, Donald Dinnie, Sorakichi Matsuda, Karl Abs oraz John McMahon. 26 stycznia 1880 walczył z Profesorem Williamem Millerem przez 9 godzin i 35 minut, aż ich starcie zakończyło się remisem. W 1881 zmierzył się z Clarence’em Whistlerem. Ich pojedynek trwał 7 godzin, aż do godziny czwartej rano i zakończył się jako nierozstrzygnięty, ponieważ promotor zdecydował się zakończyć walkę, wyłączając światła, po tym jak większość publiczności opuściła widowisko. Po tym wydarzeniu Muldoon zgromadził grupę atletów i podróżował po Stanach Zjednoczonych, promując wydarzenia sportowe i broniąc swojego tytułu mistrzowskiego w zapasach przeciwko każdemu, kto rzucił mu wyzwanie.
19 maja 1885, gdy instruktor pływacki Robert Emmet Odlum stał się pierwszą osobą, która popełniła samobójstwo poprzez skok z Mostu Brooklińskiego, Muldoon pomagał przy nieudanej próbie reanimacji i wezwał ambulans, który przyjechał za późno.
W międzyczasie związał się z teatrem. Jego doświadczenia aktorskie miały wpływ na jego widowiska sportowe. Muldoon był jednym z pierwszych promotorów, którzy dodali elementy teatru do wydarzeń związanych z wrestlingiem. On sam zaczął występować w stroju gladiatora, co było inspirowane wystawianą na Brodway sztuką o Spartakusie z 1887, w której grał Walczącego Gala. Dziennikarze związani ze sportem nazywali go najszlachetniejszym Rzymianinem ze wszystkich i opisywali jako człowieka w najlepszej formie, jaką kiedykolwiek widziano na amerykańskiej arenie.
W 1889 trenował boksera Johna L. Sullivana przed jego słynną, trwającą 75 rund, walką na gołe pięści przeciwko Jake’owi Kilrainowi o mistrzostwo Stanów Zjednoczonych. Muldoon zdobył krajowe uznanie jako trener, który pomógł zawodnikowi, określanego przez prasę jako wrak, powrócić do dobrej formy i wygrać pojedynek.
Muldoon nigdy nie został pokonany w walce o należące do niego mistrzostwo w zapasach w stylu klasycznym. Ostatnią oficjalną walkę stoczył w 1890 w Filadelfii, przeciwko Stranglerowi Lewisowi. Pomimo prób nakłonienia go do powrotu z emerytury przez promotorów i pretendentów, Muldoon nigdy więcej nie przyjął wyzwania na pojedynek i nie rościł praw do jakiegokolwiek mistrzostwa. Symbolicznie przekazał swój tytuł swojemu protegowanemu Ernestowi Roberowi, którego Lewis później pokonał. Ostatni raz Muldoon wystąpił publicznie jako wrestler na walce charytatywnej przeciwko Roberowi na Madison Square Garden w 1894. Zajmował się trenowaniem bokserów i zapaśników aż do momentu, kiedy boks został zakazany w stanie Nowy Jork w 1917.
Otworzył własną siłownię na ulicy East 22 w Nowym Jorku, a także obóz treningowy w White Plains w stanie Nowy Jork i wynalazł piłkę lekarską. W 1900 otworzył ośrodek zdrowia The Olympia w Purchase w stanie Nowy Jork, w którym promował i wdrażał w życie swój program treningowy, poprawiający kondycję fizyczną. Trenował takie znane osoby, jak ambasador Stanów Zjednoczonych w Wielkiej Brytanii Joseph Hodges Choate, wydawca prasowy Ralph Pulitzer, senator Chauncey Depew, generał major James Franklin Bell, eseista Elbert Hubbard, powieściopisarz Theodore Dreiser i sekretarz stanu Stanów Zjednoczonych Elihu Root, którego do Muldoona przysłał prezydent Theodore Roosevelt. Dziennikarka Nellie Bly byłą pierwszą kobietą, która ukończyła trening Muldoona.
Gubernator Nathan Lewis Miller mianował go przewodniczącym nowo utworzonego New York State Athletic Commission. Muldoon piastował to stanowisko od 1921 do 1924. Chcąc uniknąć rozgłosu, posługiwał się w tym czasie pseudonimem Iron Duke (z ang. Żelazny Książę).

### Teatr
W okresie, gdy zajmował się promowaniem wydarzeń sportowych po 1881, rozpoczął też karierę aktora teatralnego. Polska aktorka Helena Modrzejewska wdała się w romans z nim i obsadziła go w swoim przedstawieniu w roli zapaśnika Karola na podstawie sztuki Jak wam się podoba Williama Shakespeare’a. Muldoon dzielił wtedy scenę ze sławnym brytyjskim aktorem Maurice’em Barrymore’em . W 1887 wystąpił na Broadwayu, gdzie odgrywał rolę Walczącego Gala w Spartakusie, sztuce na podstawie legend o rzymskim gladiatorze o tym samym imieniu.
Wiosną 1909 wyruszył w trasę razem z klubem teatralnym The Lambs. Jego ostatni występ na tej trasie był również jego ostatnim występem teatralnym.

### Śmierć
W 1931 zdiagnozowano u niego raka. Zmarł 3 czerwca 1933 w Purchase w stanie Nowy Jork. Został pochowany w prywatnym mauzoleum na cmentarzu Kensico Cemetery w Valhalli, również w stanie Nowy Jork.

## Życie prywatne
Był dwukrotnie żonaty. Jego pierwsze małżeństwo zakończyło się rozwodem. Z drugą żoną żył później w separacji.
Leonie Lutringer, jego gospodyni domowa przez 30 lat, zostawiła mu swoją posiadłość w 1922.
Adoptował swoją sekretarkę Margaret Farrel, która po jego śmierci odziedziczyła posiadłość.

## Mistrzostwa i osiągnięcia
- Niezależne pokazy
  - Greco-Roman Heavyweight Championship (1 raz)[2]
- Professional Wrestling Hall of Fame and Museum
  - Wprowadzony w 2004[8]
- Wrestling Observer Newsletter
  - Wrestling Observer Newsletter Hall of Fame (1997)[9]